# Liga Meridana de Invierno 2014-15
La Temporada 2014-15 de la Liga Meridana de Invierno fue la edición número 2. La fecha de inicio de la campaña fue el sábado 18 de octubre de 2014, el calendario regular constó de 23 juegos por equipo y concluyó el domingo 18 de enero de 2015.
Los Senadores de la Morelos dirigidos por Deny Tello se proclamaron campeones al superar 2-0 a los Constructores de Cordemex en la serie por el título. El juego decisivo se disputó el 18 de enero en el Campo de La Colonia Cordemex.

## Cambios en la competencia
Para esta campaña se mantuvo el mismo sistema de competencia. Por lo que los cuatro primeros lugares calificarían a la postemporada. Las semifinales iniciaron el sábado 10 de enero y terminaron al día siguiente. Y la Serie Final, los días sábado 17 y el domingo 18. Las series de playoffs fueron a ganar 2 de 3 juegos posibles.

## Equipos participantes
| Liga Meridana de Invierno 2014-15 |           |                                |
| Equipo                            | Fundación | Campo                          |
| Azulejos de Comisarías            | 2010      | Campos de Comisarías de Mérida |
| Constructores de Cordemex         | 2010      | Campo de La Colonia Cordemex   |
| Diablos de la Bojórquez           | 2010      | Campo de la Bojórquez          |
| Rookies de la Madero              | 2010      | Campo de la Madero             |
| Senadores de la Morelos           | 2010      | Campo de la Colonia Morelos    |
| Zorros de Pacabtún                | 2010      | Parque "Manuel Loría Rivero"   |

## Posiciones
- Actualizadas las posiciones al 4 de enero de 2015.

| Liga Meridana de Invierno | Liga Meridana de Invierno | Liga Meridana de Invierno | Liga Meridana de Invierno | Liga Meridana de Invierno | Liga Meridana de Invierno |
| Equipo                    | JJ                        | JG                        | JP                        | JE                        | JV                        |
| ------------------------- | ------------------------- | ------------------------- | ------------------------- | ------------------------- | ------------------------- |
| Senadores de la Morelos   | 22                        | 15                        | 7                         | 0                         | -                         |
| Constructores de Cordemex | 22                        | 15                        | 7                         | 0                         | -                         |
| Diablos de la Bojórquez   | 23                        | 14                        | 9                         | 0                         | 1.5                       |
| Zorros de Pacabtún        | 22                        | 10                        | 12                        | 0                         | 5.0                       |
| Azulejos de Comisarías    | 22                        | 9                         | 13                        | 0                         | 6.0                       |
| Rockies de la Madero      | 21                        | 3                         | 18                        | 0                         | 11.5                      |

| Clasificado a los playoffs |